# Bistum Lashio
Das Bistum Lashio (lat.: Dioecesis Lashioensis) ist eine in Myanmar gelegene römisch-katholische Diözese mit Sitz in Lashio. 

## Geschichte
Das Bistum Lashio wurde am 20. November 1975 durch Papst Paul VI. aus Gebietsabtretungen des Bistums Kengtung als Apostolische Präfektur Lashio errichtet. Am 7. Juli 1990 wurde die Apostolische Präfektur Lashio durch Papst Johannes Paul II. zum Bistum erhoben und dem Erzbistum Mandalay als Suffraganbistum unterstellt.

## Ordinarien

### Apostolische Präfekten von Lashio
- John Jocelyn Madden SDB, 1975–1985

### Bischöfe von Lashio
- Charles Maung Bo SDB, 1990–1996, dann Bischof von Pathein
- Philip Lasap Za Hawng, 1998–2020
- Lucas Dau Ze Jeimphaung SDB, seit 2020